# Фізалакрієві
Фізалакрієві (Physalacriaceae) — родина базидіомікотових грибів порядку Агарикальні (Agaricales). Родина містить близько 40 видів, які поширені в різних частинах світу.
Представники родини Фізалакрієві мають схожі морфологічні ознаки: фруктові тіла з гіменофором у вигляді пластин або порів, а також міцне стебло з колбоподібною основою. Гриби цієї родини зазвичай ростуть на деревах та в лісових місцевостях.
Деякі види родини Фізалакрієві є їстівними та використовуються в кулінарії. Проте деякі види цієї родини містять отруйні сполуки, які можуть призвести до отруєння людини, тому перед збором та споживанням грибів необхідно добре ознайомитися з їхніми морфологічними та екологічними ознаками.
Деякі приклади мутуалістичних грибів:
1. Мутуалістичний гриб-мурав'ївка (Leucocoprinus birnbaumii) — цей гриб має спільний біологічний зв'язок з мурахами, які розносять його спори.
2. Мутуалістичний гриб-медунка (Termitomyces titanicus) — цей гриб взаємодіє з термітами, які допомагають йому розповсюджуватися і, в свою чергу, використовують його як джерело їжі.
3. Мутуалістичний гриб-моховик (Piloderma croceum) — цей гриб взаємодіє з мохом, допомагаючи йому збирати воду та поживні речовини, а в свою чергу отримуючи від нього захист від конкурентів.

Ці гриби можна знайти в природі, але перед збором та споживанням будь-яких грибів необхідно добре ознайомитися з їхніми морфологічними та екологічними ознаками.